# Écran à cristaux liquides

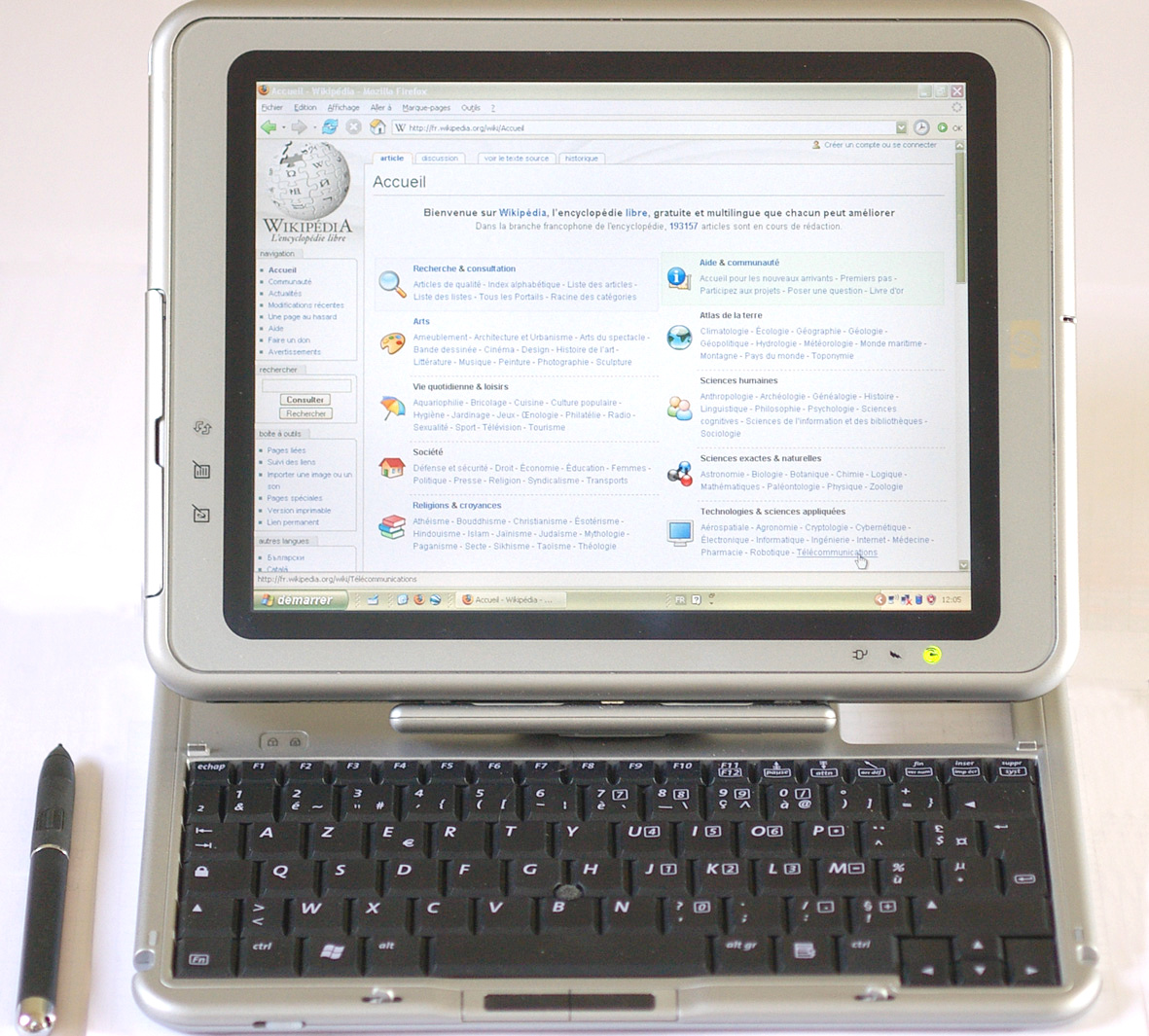
Dans une Tablet PC.

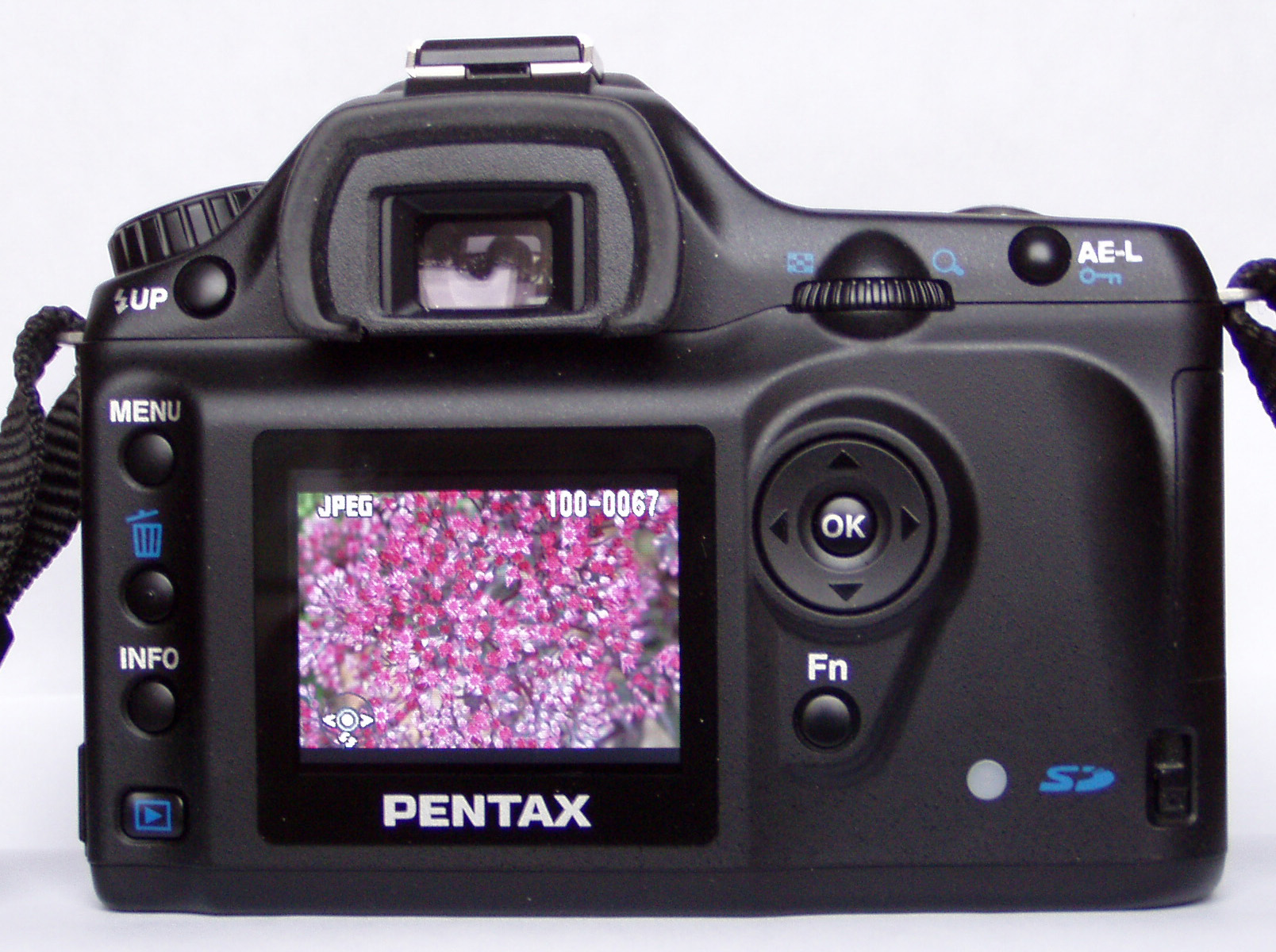
Dans un appareil photographique numérique.

Pour les articles homonymes, voir Écran, ACL et LCD.
 (décembre 2009).
Si vous disposez d'ouvrages ou d'articles de référence ou si vous connaissez des sites web de qualité traitant du thème abordé ici, merci de compléter l'article en donnant les références utiles à sa vérifiabilité et en les liant à la section « Notes et références ».
L'écran à cristaux liquides ou LCD (de l'anglais liquid crystal display) (ACL au Québec pour affichage à cristaux liquides) permet la création d’écrans plats à faible consommation d'électricité. Ces écrans sont utilisés dans presque tous les affichages électroniques.

## Histoire
Les premiers panneaux d’affichage à cristaux liquides ont été présentés en 1971, mais il faut attendre 1985 pour que Matsushita propose un écran plat d’une taille et d'une résolution suffisante pour être utilisable sur des micro-ordinateurs.
Dès 1984, c’est le laboratoire central de Thomson qui a développé le premier LCD en couleurs.
Les LCD sont utilisés depuis la fin des années 1990 en noir et blanc, puis en couleur depuis les débuts des années 2000 dans les téléphones portables, les ordinateurs personnels, les téléviseurs, les ordinateurs de bord pour les avions et les voitures.
Les premiers écrans plats commercialisés (14 pouces, soit 35,56 cm) en couleur en Europe datent de fin 1995 pour un prix de 5 000 francs français (environ 1 100 € de 2022).

## Présentation
Les écrans à cristaux liquides utilisent la polarisation de la lumière par des filtres polarisants et la biréfringence de certains cristaux liquides en phase nématique, dont on peut faire varier l’orientation en fonction du champ électrique. Du point de vue optique, l’écran à cristaux liquides est un dispositif passif : il n’émet pas de lumière, seule sa transparence varie, et il doit donc disposer d'un éclairage.
D’abord disponible en monochrome et de petite taille, il est utilisé dans les calculatrices, les appareils de mesure, les montres du fait de sa faible consommation électrique ; il permet actuellement d’afficher en couleurs dans des dimensions dépassant un mètre, en diagonale. Il a supplanté le tube cathodique dans la plupart des applications, sauf en très haute définition lorsque la palette des couleurs doit être précise et fidèle, et dans les environnements difficiles (par exemple quand la température d'utilisation est inférieure à 5 °C).

### Cristaux liquides monochromes

Afficheur 3 chiffres
1 et 5 : filtres polarisants ;
2 : électrodes avant ;
4 : électrode arrière ;
3 : cristaux liquides ;
6 : miroir.

L’écran à cristaux liquides est constitué de deux polariseurs dont les directions de polarisation forment un angle de 90°[réf. nécessaire], disposés de chaque côté d’un sandwich, formé de deux plaques de verre enserrant des cristaux liquides. À chacune des interfaces avec les cristaux liquides, une couche de polymère, généralement un polyimide, rainurée assure l’ancrage des molécules au repos.
Les deux faces internes des plaques de verre comportent une matrice d’électrodes transparentes pour le noir et blanc. L’épaisseur du dispositif et la nature des cristaux liquides sont choisies de manière à obtenir la rotation désirée du plan de polarisation, en l’absence de tension électrique (90° dans les écrans TN).
Dans les écrans de grande dimension, on ajoute des espaceurs, petites billes transparentes, dans l’espace rempli de cristaux liquides pour maintenir la très faible épaisseur (20 µm) constante et précise.

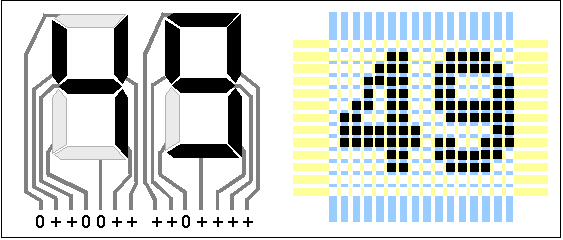
Affichage par leds à sept segments ou par pixels.

L’application d’une différence de potentiel plus ou moins élevée entre les deux électrodes d’un pixel entraîne un changement d’orientation des molécules, une variation du plan de polarisation, et donc une variation de la transparence de l’ensemble du dispositif.
Cette variation de transparence est exploitée par un rétro-éclairage, par réflexion de la lumière incidente ou par projection.
Les électrodes des pixels ne sont accessibles que par ligne ou colonne entières et la commande d’allumage ou d’extinction doit se faire par un balayage régulier des lignes de points.
Les petits afficheurs à cristaux liquides monochromes reposent sur le même principe, mais emploient souvent des électrodes avant en forme de segment de caractère, de façon à simplifier l’électronique (commande directe en tout ou rien), tout en obtenant une très bonne lisibilité (pas de balayage).
Les écrans LCD diffèrent aussi par leur taille, leur résolution et leur pitch (taille du pixel affiché à l’écran), dont voici une liste ci-après : ceci est à prendre en considération lors du choix d’un moniteur, en fonction de son usage, et de ses besoins.
Voir aussi l’article Unité de mesure en informatique.

### Cristaux liquides couleur

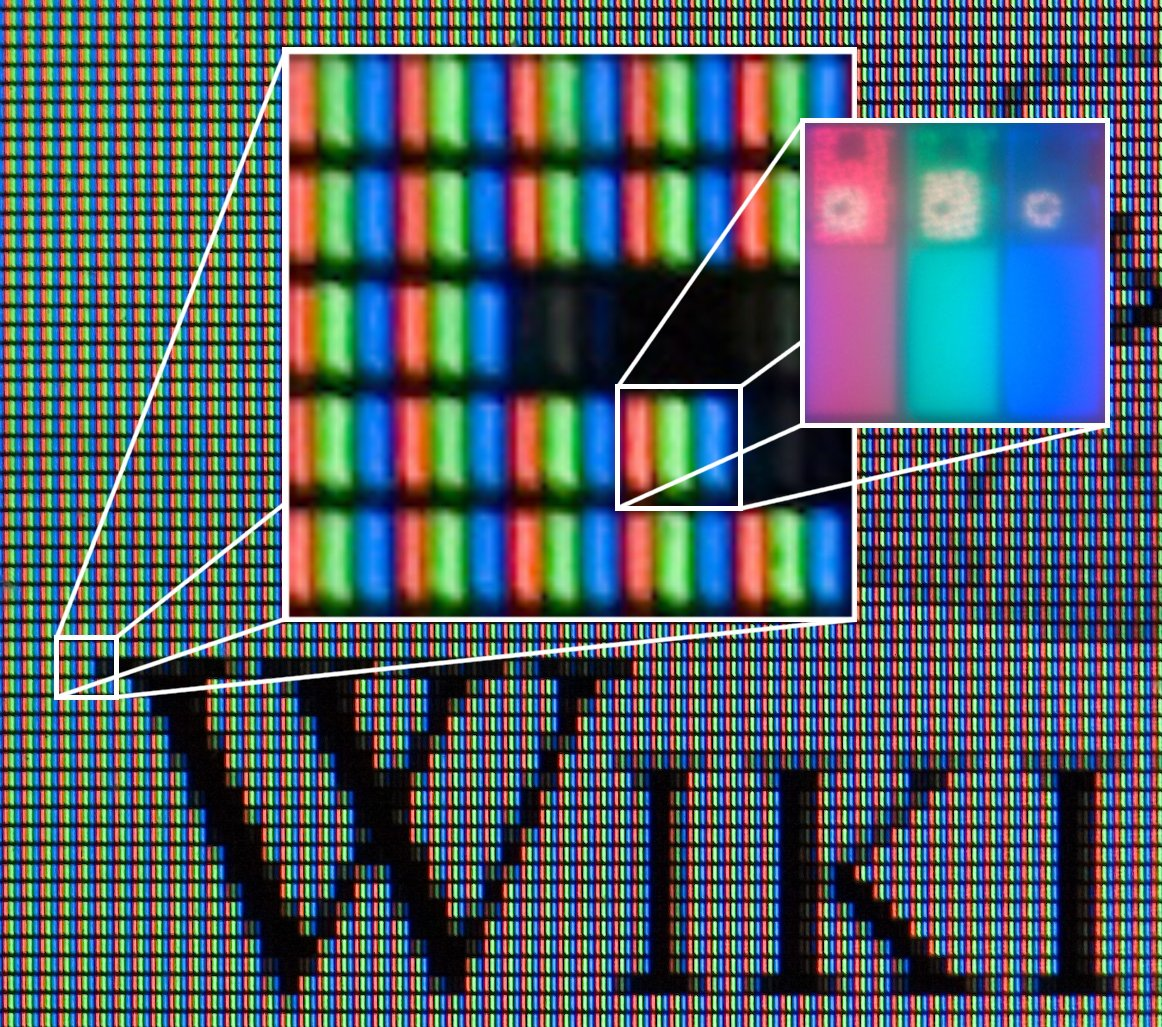
Détail d’un écran à cristaux liquides couleur.

Le principe de base est toujours le même. Il nécessite trois cellules par pixels et le sandwich est complété par un filtre coloré de motifs rouges, verts et bleus. Généralement le filtre est une succession de bandes verticales alternant les trois couleurs. Il y a toutefois d’autres répartitions décalant les couleurs d’une ligne à l’autre.
Afin d’améliorer la précision de rendu des couleurs, les éléments du filtre RVB sont séparés par une bande noire opaque.
La technologie TN ne permet pas l’affichage de plus de 262 144 couleurs (3×6 bits), l’affichage de 16 millions de couleurs (3×8 bits) utilise une technique d’approximation soit par clignotement (blinking) qui alterne l’affichage de 2 couleurs qui encadrent la « vraie », soit par effet de diffusion (tramage) entre des cellules adjacentes. De nombreux écrans semblent utiliser une combinaison de ces deux techniques.

## Éclairage
En fonction de la relative transparence des dispositifs à cristaux liquides : 15 %[réf. nécessaire] pour les afficheurs monochromes, et moins de 5 % pour les écrans couleurs, du fait de l’interposition du masque coloré, plusieurs modes d’éclairage ont été adaptés :
Éclairage transmissif : l’écran fonctionne avec un rétro-éclairage (TV, moniteur informatique, appareil photo, caméra et téléphone) par une ou des lampes à décharge à cathode froide, dont la lumière est répartie par deux réseaux de prismes orthogonaux.Depuis les années 2010 les led remplacent avantageusement les tubes.
Les caractéristiques sont :
- une luminosité insuffisante si l’écran est en plein soleil ;
- la consommation électrique de la source lumineuse, bien plus importante que celle de l'afficheur à cristaux liquides, même si elle reste deux à trois fois moindre qu’un tube cathodique[3], soit 10 à 40 W selon l’éclairage, pour un écran 48 cm (19 pouces), et moins d’1 W en veille ;
- l'affichage non permanent sur certains appareils comme les téléphones portables pour des raisons d'autonomie électrique ;
- la durée de vie des lampes : 2,4 fois plus qu’un écran cathodique, avec 60 000 heures[3], soit 33 ans si l’écran est allumé 5 heures par jour.

Projection : l’éclairage transmissif est également employé pour les projecteurs, où l’image d’un écran à cristaux liquides couleur de petite taille, d’environ 2 cm de diagonale, est projetée par un dispositif optique comparable à un projecteur de diapositives comprenant une lampe halogène de forte puissance. Les meilleurs résultats sont obtenus en combinant trois écrans monochromes à un ensemble de filtres et de prismes, décomposant et recomposant le spectre lumineux.
Éclairage réflectif : l’écran tire parti de la lumière incidente; cette caractéristique est très intéressante pour les assistants numériques personnels, les calculatrices, les baladeurs et les montres. Les téléphones portables disponibles vers l'an 2000 utilisaient aussi ce type d'afficheur. Il est employé pour les écrans monochromes, suffisamment transparents.
- Les avantages : une luminosité adaptée à l’éclairage ambiant : l'écran est parfaitement visible en plein soleil et une forte réduction de la consommation électrique due à l’absence du système de rétroéclairage qui permet à l'afficheur de fonctionner en permanence.
- Le principal inconvénient : illisibilité quand l’éclairage ambiant est très faible ou nul, d'où un dispositif de rétro-éclairage sur les montres pour pouvoir lire l'heure en pleine nuit.

Éclairage transflectif : il combine un dispositif réflectif à un rétro-éclairage transmissif. Il est employé pour de nombreux assistants personnels (PDA) et certains appareils photographiques.
L'ordinateur destiné aux enfants des pays en développement, OLPC combine un affichage transmissif en couleurs et un affichage réflexif en noir et blanc qui font de cet ordinateur un des seuls parfaitement utilisables en plein soleil.

## Les caractéristiques d'un écran à cristaux liquides
Les mesures sont définies par la norme ISO 13406-2, dont la règle la plus connue concerne les pixels défectueux, et qui répartit les écrans en 4 classes selon le nombre de défauts par millions de pixels :
| Classe | Blancs | Noirs | Sous-pixels | Par 5 pixels | Consécutifs |
| ------ | ------ | ----- | ----------- | ------------ | ----------- |
| I      | 0      | 0     | 0           | 0            | 0           |
| II     | 2      | 2     | 5           | 1            | 2           |
| III    | 5      | 15    | 50          | 2            | 2           |
| IV     | 50     | 150   | 500         | -            | -           |

Parmi les autres mesures qui le caractérisent :
Définition en nombre de pixels : le nombre de points constituant l’image visible.
Dimensions : c’est la diagonale qui est indiquée en pouces (2,54 cm) ou en centimètres.
Angle de vision horizontal et vertical : indique jusqu’à quel angle on peut observer l’image, avec un contraste supérieur à 10:1 (très faible par rapport au contraste de face). Les performances généralement indiquées ne sont pas celles définies par la norme ISO, moins flatteuse.
Contraste : rapport de luminosité entre un pixel blanc et un pixel noir. Souvent obtenue en poussant la luminosité au-delà de l’utilisable (pour un écran informatique, la valeur recommandée est d’environ 100 cd/m2)
Les constructeurs exhibent des écrans ayant des contrastes artificiels de 10000:1 voire bien plus, alors qu’un contraste supérieur à 1000:1 représente déjà une valeur exceptionnelle pour un LCD.
Luminosité : (en toute rigueur c’est la luminance) mesurée dans l’axe, en cd/m2.
Temps de réponse : l’ISO définit le temps total de l’aller retour blanc → noir → blanc. Il est souvent plus optimiste que celui nécessaire à la transition blanc → gris → blanc plus représentative d’une utilisation courante.
Les valeurs disponibles en mai 2008 pour les écrans de commerce :
| Caractéristiques                       | Moniteurs             | Téléviseurs             | Projecteurs |
| Définition en nombre de pixels         | 1024×768 à 2560×1600  | 1024×768 à 1920×1080    | 1920×1080   |
| Diagonale                              | 38 à 76 cm (15 à 30″) | 38 à 279 cm (15 à 110″) |             |
| Angle de vision horizontal et vertical | 178°                  | 178°                    | -           |
| Contraste                              | 600:1 à 3000:1        | 600:1 à 5000:1          | 3000:1      |
| Luminosité cd/m2                       | 250 à 320             | 300 à 550               | -           |
| Temps de réponse                       | 2 à 16 ms             | 2 à 16 ms               | 12 ms       |

Certaines dalles LCD, non commercialisées pour le grand public, atteignent des définitions beaucoup plus importantes. Certains écrans revendiquent un contraste « dynamique » de 3000:1 mais pour pouvoir lire on doit ajuster le contraste à une valeur bien moindre que 3000:1, pour éviter l’éblouissement.

### Chromaticité

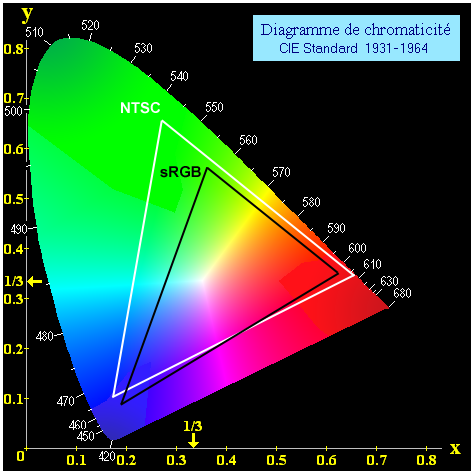
Gamut de couleurs restitué par un écran.

La Commission internationale de l’éclairage (CIE) a déterminé d’après un échantillon de la population la gamme de couleurs que l’œil humain peut discerner et distinguer. La plupart des dispositifs de restitution (écrans, imprimantes) sont loin de pouvoir reproduire l’ensemble de cette gamme de couleurs.
Les écrans à cristaux liquides ont beaucoup progressé dans la qualité des couleurs, et leur gamme dépasse l’étendue de couleurs (gamut) sRGB, correspondant à Windows, et certains modèles professionnels approchent du gamut NTSC utilisé pour la télévision.
Une nouvelle technique de rétro-éclairage se démocratise en 2007, qui remplace la lampe à décharge par une matrice de diodes électroluminescentes blanches permettant d’obtenir un meilleur taux de contraste et de diminuer la consommation électrique de l’appareil. Certains constructeurs tirent parti de ce type de rétro-éclairage en illuminant l’écran de manière séquentielle (par groupe de pixels) pour augmenter à la fois le taux de contraste et le taux de réponse.

### Consommation d'énergie
Les grands écrans sont encore de grands consommateurs d’électricité. Sony a présenté début 2009 un téléviseur consommant 40 % d’électricité en moins (153 W contre 263 W) que les téléviseurs LCD antérieurs, en remplaçant le rétroéclairage classique à cathode froide (CCFL, cold cathode fluorescent lamp) par un rétroéclairage à cathode chaude (HCFL, hot cathode fluorescent lamp). Un détecteur de présence met le moniteur en veille dès que le spectateur s’absente et le réactive quand quelqu’un s’approche, et une « mise en veille sans aucune consommation électrique » complète ce dispositif. Cela correspond à une réduction de consommation de 56 kWh si l’appareil est en fonctionnement 4,5 heures par jour et à 23 kg de CO2 émis en moins, pour une année.

## Technologies
Chaque technologie présente des compromis en matière de rendu des couleurs, du contraste, de la réactivité, des angles de vision ou du niveau de fourmillement dans les films :

### TN, DSTN

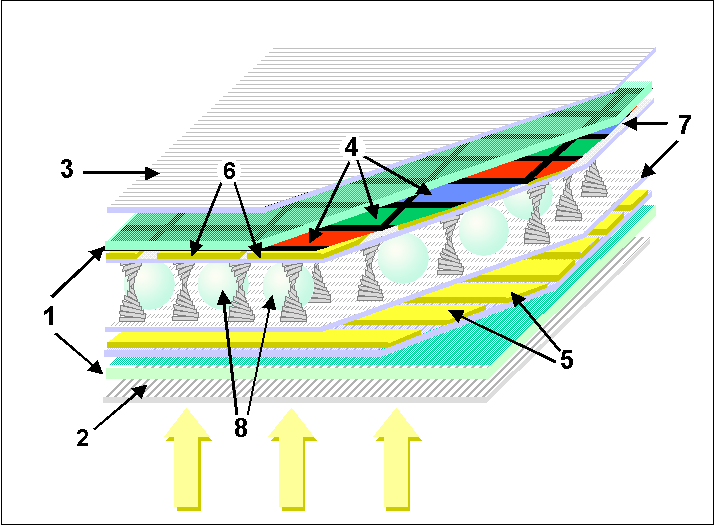
Écran à cristaux liquides-TN.
1 : plaque de verre ;
2 et 3 : polarisants vertical et horizontal ;
4 : filtre couleur RVB ;
5 : électrodes verticales ;
6 : électrodes horizontales ;
7 : couches polymère d’alignement ;
8 : billes d’espacement.

La technologie de base, le TN (Twisted Nematic) fut la plus répandue et la plus économique malgré des insuffisances dans le rendu des couleurs et leur contraste, ainsi qu’un fort traînage. Elle a été améliorée pour les écrans DSTN (Dual scan twisted nematic) qui ont une meilleure stabilité de l’image grâce à l’introduction d’un double balayage. Malgré des améliorations qui lui procurent une bonne réactivité, ces technologies à matrice passive offrent un rapport de contraste limité à 50:1, des angles de vision sur les côtés ouverts mais un angle de vision inférieur noir, une dalle à la luminosité non homogène, une certaine rémanence (notamment la « black ou reverse ghosting », rémanence sombre derrière des sujets en mouvement) et une qualité moyenne des noirs en général.
Des écrans à double couche (Double Super Twisted nematic) ont également été produits pour améliorer l’équilibre chromatique de la lumière produite.
Les écrans TN et DSTN sont transparents au repos.

### TFT-LCD

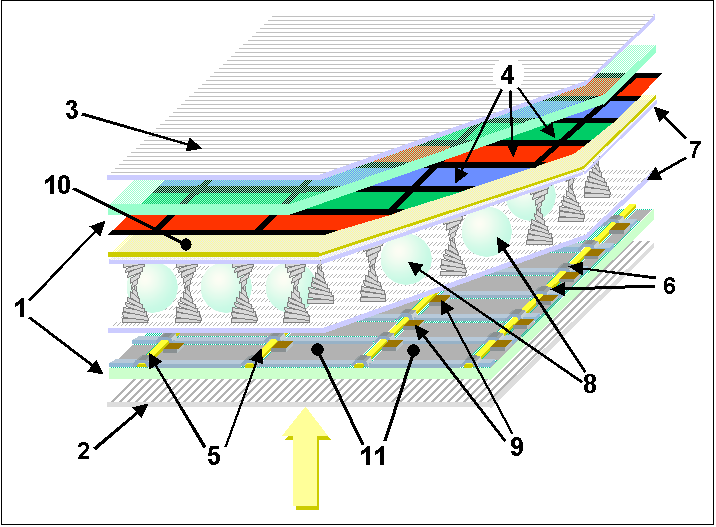
Écran à cristaux liquides-TFT : par rapport aux écrans à cristaux liquides-TN.
5 : lignes de commande horizontales ;
6 : lignes de commande verticales ;
7 : polymère d’alignement ;
9 : transistors ;
10 : électrode frontale ;
11 : électrodes élémentaires.

Sa variante TFT est la plus utilisée pour les écrans couleurs, en informatique et pour la télévision. Elle remplace la grille d’électrodes avant par une seule électrode en ITO (oxyde d’indium-étain InxSn(2-x)O3), et la grille arrière par une matrice de transistors en film mince (Thin-film transistor), un par pixel et trois par pixel de couleurs, qui permet de mieux contrôler le maintien de tension de chaque pixel, pour améliorer le temps de réponse et la stabilité de l’affichage.
La plupart des écrans à cristaux liquides couleurs de qualité emploient cette technologie TFT dite à « matrice active », qui a permis d’obtenir des temps de réponse inférieurs à 10 ms. Le contraste reste toutefois limité à environ 300:1, et seuls les écrans de type PVA dépassent cette valeur.
Le film mince de silicium est gravé selon les procédés de fabrication des dispositifs à semi-conducteurs sur un dépôt extrêmement mince, de quelques centaines de micromètre, de silicium.
Le silicium ne peut pas être déposé sous forme monocristalline sur du verre car le verre est amorphe.

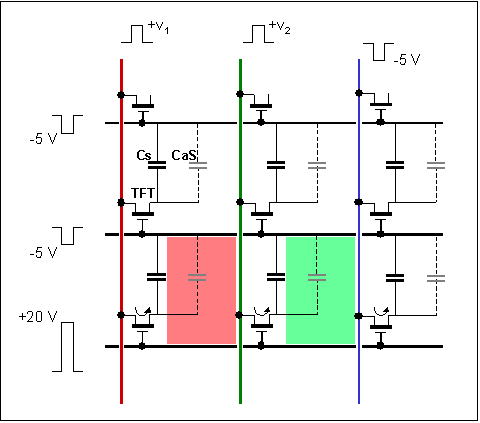
Schéma électrique équivalent ; le pixel inférieur est affiché jaune.

Le silicium est déposé par diffusion gazeuse, et on obtient alors une couche amorphe, ou par recuit d’une fine tranche de silicium (le silicium reste localement cristallisé : polycristallin). Ce recuit peut se faire :
- Par étuvage de l’ensemble, ce qui n’est possible qu’avec du quartz du fait de la température nécessaire, supérieure à 1 000 °C. Cette technique est employée pour les panneaux à cristaux liquides des projecteurs, dont les faibles dimensions sont compatibles avec celles des lames de quartz.
- Par chauffage localisé par le balayage d’un faisceau laser.

Une couche polycristalline permet de graver des circuits cent fois plus performants que ceux au silicium amorphe, et d’obtenir une plus grande finesse.
Mis hors tension, les écrans TFT présentent une couleur noire.
Une technologie d'affichage réfléchissant : Utilisée pour des applications à très faible consommation d’énergie telles que les Étiquettes Électroniques de Gondole (EEG), les montres à affichage numérique, les compteurs... la technologie pixel à double transistor (DTP Dual Transistor Pixel) fait référence à une conception pixel TFT novatrice utilisant des procédés innovants de recyclage de l'énergie.
La technologie pixel à double transistor (DTP) : DTP consiste à ajouter une seconde grille de transistor dans la cellule TFT individuelle afin de maintenir l'affichage d'un pixel durant 1 seconde sans perte d'image ou sans endommager dans le temps les transistors TFT.
En ralentissant la fréquence de rafraîchissement standard de 60 Hz à 1 Hz, la technologie DTP augmente le rendement énergétique de plusieurs ordres de grandeur.
Brevet original international déposé en 2004 : La technologie DTP a vu le jour dans un laboratoire de Californie et était à l'origine financée par les principaux investisseurs en capital-risque américains US VCs (US VP / Thomas Wiesel). Charles Neugerbauer (PhDs) en est l’inventeur.

### IPS et S-IPS
Pour les articles homonymes, voir IPS.
La technologie IPS (in-plane switching) développée par Hitachi en 1996 perfectionne la technologie TN-TFT en utilisant des cristaux liquides dont l’axe est parallèle au plan de l’écran.
L’angle de vision est très large et le défaut des coins plus sombre est supprimé (il l'est aussi avec les technologies VA récentes).

### MVA et PVA
Un perfectionnement, le MVA (multi-domain vertical alignment), a été introduit en 1998 par Fujitsu, qui améliore sa technologie VA, en intégrant plusieurs domaines de réfraction par cellule, augmentant ainsi la qualité du noir (<1 cd/m2), la réactivité et permettant d’améliorer fortement le contraste utile et des angles de vision homogènes. Le dernier développement en est le PVA (Patterned Vertical Alignment) réalisé par la compagnie Samsung, où les couleurs noires atteignent 0,15 cd/m2 permettant un contraste de 1000:1.
Les écrans MVA sont opaques au repos. Les écrans PVA sont plus sujets au fourmillement dans les films que les dalles TN et MVA.

## Fabrication

### Procédé
Le processus de fabrication des dalles de cristaux liquides est très automatisé et comprend, en atmosphère contrôlée, une succession de machines de très haute précision. Le point de départ de chaque face est une dalle de verre de grande dimension (jusqu’à 1,9 m par 2,2 m pour la « génération 7 ») sur laquelle sont préparés plusieurs écrans simultanément. Elles sont découpées après l’assemblage, puis collées des deux côtés.
Le verre utilisé doit, à la fois, être de faible épaisseur, inférieure à un millimètre, et résister sans déformation aux différents traitements chimiques et thermiques (température de transition vitreuse supérieure à 600 °C) sans perdre de sa transparence (résistance aux dérivés fluorés). À cet effet, on utilise du verre à forte teneur en silice, sans addition de baryum.
La vitre avant reçoit, successivement, les pigments du masque coloré, une couche de protection, une couche d’ITO (électrode avant) puis de polyimide. Celle-ci est légèrement rainurée par frottement avec un velours spécial. La vitre arrière suit un processus plus complexe : dépôts de silicium, de métaux pour les électrodes, les lignes de données et condensateurs (tantale, aluminium), oxydation, photolithographie, puis espaceurs, et finalement le polyimide.
L’assemblage par collage doit être extrêmement précis, de l’ordre du micromètre, pour assurer une parfaite correspondance entre le masque coloré et les sous-pixels. Alors seulement, l’ensemble est rempli avec la solution de cristaux liquides.
La dernière opération est l’application d’un film polarisant, en acétate de polymère, de chaque côté de l’assemblage.

### Ordres de grandeur

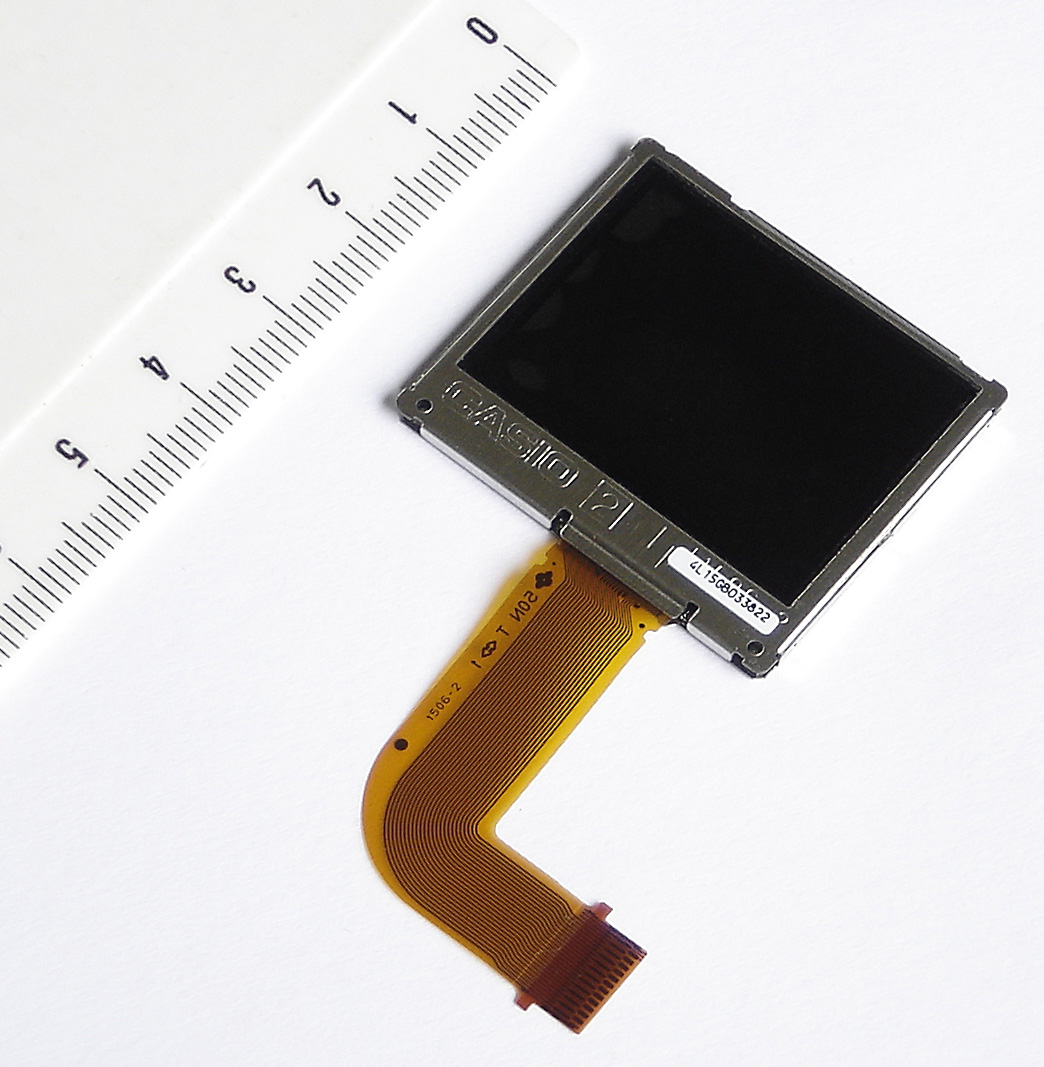
Un écran à cristaux liquides TFT couleur Casio de 1,8″ qui équipe les appareils photographiques numériques compacts Sony Cyber-shot DSC-P93A.

Pour mieux se rendre compte des contraintes lors de l’industrialisation :
- les plaques de verre ont une épaisseur inférieure à 1 mm, couramment 0,7 mm ;
- l’épaisseur des électrodes en ITO de 100 à 150 nm, leur donne une bonne transparence ;
- les films polyimides sont extrêmement fins : 10 à 20 µm ;
- la couche de cristaux liquides s’insinue dans un espace de 10 à 20 µm, soit moins de 1⁄100 de l’épaisseur totale, ce qui rend le remplissage, des écrans de grande taille, très long ;
- dans les écrans TFT, la couche de silicium ne dépasse pas 100 nm ;

compte tenu de ces caractéristiques, la quantité de cristal liquide que renferme un écran d’un mètre de côté est de l’ordre de 20 cm3, soit 2 cL.

### Perfectionnements récents
Ils visent à améliorer :
- le temps de réponse :
  - overdrive : cette technique de commande consiste à appliquer une impulsion de tension plus élevée que nécessaire à l’obtention d’un niveau de gris pendant le début du cycle. Le temps de réponse blanc → gris se rapproche ainsi de celui du blanc → noir ;
- le contraste et la profondeur du noir, en diminuant la proportion de surface occupée par le masque, tout en rejetant au mieux la lumière parasite ;
  - électrodes sur résine : les électrodes ITO ne sont plus déposées sur le substrat entre les pistes, mais après remplissage par une fine couche de résine, sur celle-ci, ce qui permet aux électrodes d’avoir la taille maximale efficace,
  - masque sur couche TFT : en complément du masque entre les pavés de couleurs du filtre RVB, un masquage est directement appliqué sur la couche TFT, entre les électrodes de chaque cellule ;
- la qualité :
  - espaceurs photogravés : les billes d’espacement sont dispersées aléatoirement et peuvent endommager le filtre RVB, ou en gêner le fonctionnement. Elles sont remplacées par des cônes découpés dans de la résine époxy photosensible, positionnés à des emplacements optimaux.
- la qualité et l’uniformité des couleurs :
  - rétro-éclairage par LED. Un écran « edge LED » est un écran à cristaux liquides dont le rétroéclairage est confié à des LED situées autour de la dalle. Cette technologie permet de rendre les écrans plus fins, plus lumineux et de baisser leur consommation électrique.

### Autres procédés de fabrication
Parmi les technologies alternatives employant des cristaux liquides, la compagnie Philips vient de présenter des prototypes d’écrans à cristaux liquides « peints » ou paintable display, produits selon un processus plus simple (dépôt de couches superposées) se terminant par une photogravure des cellules de cristaux liquides (photo-enforced stratification).

## Environnement
Les écrans à cristaux liquides utilisent de l'indium, métal dont l'importance est critique, et des terres rares. Les écrans LCD rétro-éclairés par des tubes fluorescents (en voie de disparition) contiennent également du mercure, élément toxique pour l'homme et l'environnement.
La durée de vie varie de 50 000 à 60 000 heures.
En 2010, les techniques de recyclage n'étaient pas encore finalisées. La principale difficulté pour les écrans LCD rétro-éclairés est de séparer les tubes fluorescents qui contiennent du mercure.

## Avenir et concurrence

### L'écran à cristaux liquides zéro énergie
Le dispositif zenithal bistable device (ZBD), développé par la société britannique QinetiQ conserve une image sans alimentation électrique.

### Les technologies émergentes concurrentes

#### Écrans
Les écrans électroluminescents ou OLED (Organic light-emitting diode) comprennent des diodes électroluminescentes organiques. Plusieurs applications commerciales existent déjà, des écrans de différents smartphones à celui de la Playstation Vita en passant par l'apparition future d'écrans flexibles.
Les écrans électrochromes tirent parti des propriétés des viologènes (dérivés de la 4,4′-bipyridine).
Reprenant, en le simplifiant et le démultipliant, le principe des tubes cathodiques (impact sur du phosphore d’électrons accélérés) les Surface-conduction Electron-emitter Display (SED) semblent plus prometteurs que les écrans à plasma.
Les télévisions au laser, développées par la compagnie Mitsubishi représentent également une possibilité pour l’avenir. Chaque pixel est illuminé par trois faisceaux laser : un bleu, un vert et un rouge. Ces écrans sont intéressants à plus d’un titre : ils consomment trois fois moins qu’un écran à plasma de taille égale, le contraste de leurs couleurs est bien plus important tout comme leur luminosité, ils peuvent rendre une palette de couleurs beaucoup plus large que celle des LCD et Plasmas, ils sont tout à fait compatibles avec la HD et la full HD, leur durée de vie serait très nettement supérieure à celle des LCD et plasmas, et enfin, leur prix devrait être très abordable, leur coût de fabrication étant inférieur à celui des plasmas.

#### Projection
Les cellules Digital Light Processing (DLP) utilisant des miroirs oscillants microscopiques, les Digital Micromirror Device (DMD).
La technologie Liquid Crystal On Silicon (LCOS), très récente, ajoute une couche réfléchissante entre les TFT et les cristaux liquides.

## Aspects juridiques
En décembre 2010, la Commission européenne a infligé une amende de 648 925 000 euros à six producteurs d’écrans à affichage de cristaux liquides pour avoir monté une entente préjudiciable aux consommateurs européens ayant acquis des postes de télévision, des ordinateurs et d’autres produits comprenant des écrans à affichage de cristaux liquides (LCD). Il s’agit des firmes coréennes Samsung Electronics et LG Display et des firmes taïwanaises AU Optronics, Chimei InnoLux Corporation, Chunghwa Pictures Tubes et HannStar Display Corporation. Samsung Electronics a échappé au paiement des amendes en raison du programme de clémence de la Commission étant donné qu’elle a été la première à fournir des informations au sujet de l’entente. On ne sait pas si la Commission européenne a prévu, parallèlement à l'amende, une action en vue du dédommagement des consommateurs concernés.